# Hkusam Mountain
Hkusam Mountain är ett berg i Kanada.   Det ligger i provinsen British Columbia, i den sydvästra delen av landet, 3 700 km väster om huvudstaden Ottawa. Toppen på Hkusam Mountain är 1 658 meter över havet.
Terrängen runt Hkusam Mountain är kuperad söderut, men norrut är den bergig. Hkusam Mountain är den högsta punkten i trakten. Trakten runt Hkusam Mountain är nära nog obefolkad, med mindre än två invånare per kvadratkilometer.. Närmaste större samhälle är Sayward, 10,0 km nordväst om Hkusam Mountain. 
I omgivningarna runt Hkusam Mountain växer i huvudsak barrskog.